# Alaksandr Kazulin
Alaksandr Uładzisławawicz Kazulin (biał. Аляксандр Уладзіслававіч Казулін, ur. 25 listopada 1955 w Mińsku) – białoruski polityk, do 3 sierpnia 2008 szef opozycyjnej Białoruskiej Partii Socjaldemokratycznej Hramada, kandydat w wyborach prezydenckich 2006. Oskarżał prezydenta Łukaszenkę m.in. o handel bronią i fałszerstwa budżetowe.

## Życiorys
W latach siedemdziesiątych. służył w piechocie morskiej.
W latach 1996–2003 był rektorem Białoruskiego Uniwersytetu Państwowego, zaś 1998–2001 ministrem. W listopadzie 2003 roku utracił zaufanie Łukaszenki i został usunięty z pełnionej funkcji w związku ze skandalem finansowym. Po odejściu ze stanowiska związał się z opozycją. 10 kwietnia 2005 roku został przewodniczącym Narodnaj Hramady. W głosowaniu na przewodniczącego otrzymał 143 głosy.

## Wybory prezydenckie 2006
2 marca 2006 roku podczas rejestracji delegatów III Ogólnobiałoruskiego Zgromadzenia Ludowego został pobity i zatrzymany przez milicję. Po przegranych sfałszowanych wyborach prezydenckich
25 marca 2006 został aresztowany przez władze porządkowe po udziale w demonstracji.
13 lipca 2006 sąd w Mińsku skazał Kazulina na pięć i pół roku więzienia za chuligaństwo (art. 339 część 2 białoruskiego kodeksu karnego) i "organizowanie zgromadzeń, które łamią porządek publiczny lub udział w takich zgromadzeniach" (art. 342 część 1. białoruskiego KK). 19 września tego samego roku wyrok został podtrzymany przez sąd miejski w Mińsku.
Aleksander Kazulin prowadził od 20 października głodówkę. Kazulin protestował w ten sposób przeciw polityce Aleksandra Łukaszenki, chcąc zwrócić uwagę społeczności międzynarodowej na sytuację na Białorusi. Protest przerwał 12 grudnia, po 53 dniach, z powodu skrajnego wyczerpania. Władze białoruskie nie dopuszczały do niego Międzynarodowego Czerwonego Krzyża ani innego wybranego przez niego lekarza. O uwolnienie Kazulina walczyła między innymi Amnesty International, która uważała go za więźnia sumienia. Rezolucję w jego sprawie przyjęła też sejmowa Komisja Spraw Zagranicznych oraz Senat RP. 5 sierpnia 2008 roku został formalnie odwołany z funkcji przewodniczącego Hramady stosunkiem głosów 53 do 22. 16 sierpnia 2008 został wypuszczony z więzienia, o czym poinformowała jego córka. Został ułaskawiony przez prezydenta Łukaszenkę. W 2010 ogłosił swój start w wyborach prezydenckich w grudniu 2010.
Żoną Alaksandra Kazulina była Iryna Kazulina.